# Antofagasta
Koordinati:  23°38′S, 70°24′W
Antofagasta  je glavno mesto regije Antofagasta v Čilu. Mesto obsega 30.718,1 km2, leta 2012 je imelo 380.695  prebivalcev.

## Glejte tudi
- Seznam mest v Čilu